# 430e Escadron tactique d'hélicoptères
Le 430e Escadron tactique d'hélicoptères ou 430 ETAH est une unité de l'Aviation royale canadienne basée sur la Base des Forces canadiennes Valcartier au Québec. Opérant l'hélicoptère moyen Bell CH-146 Griffon, son rôle est de soutenir les activités du 5e Groupe-brigade mécanisé du Canada et du Secteur du Québec de la Force terrestre. L'unité maintient un haut niveau de préparation au combat en rotation avec le 400 ETAH et le 408 ETAH.

## Histoire

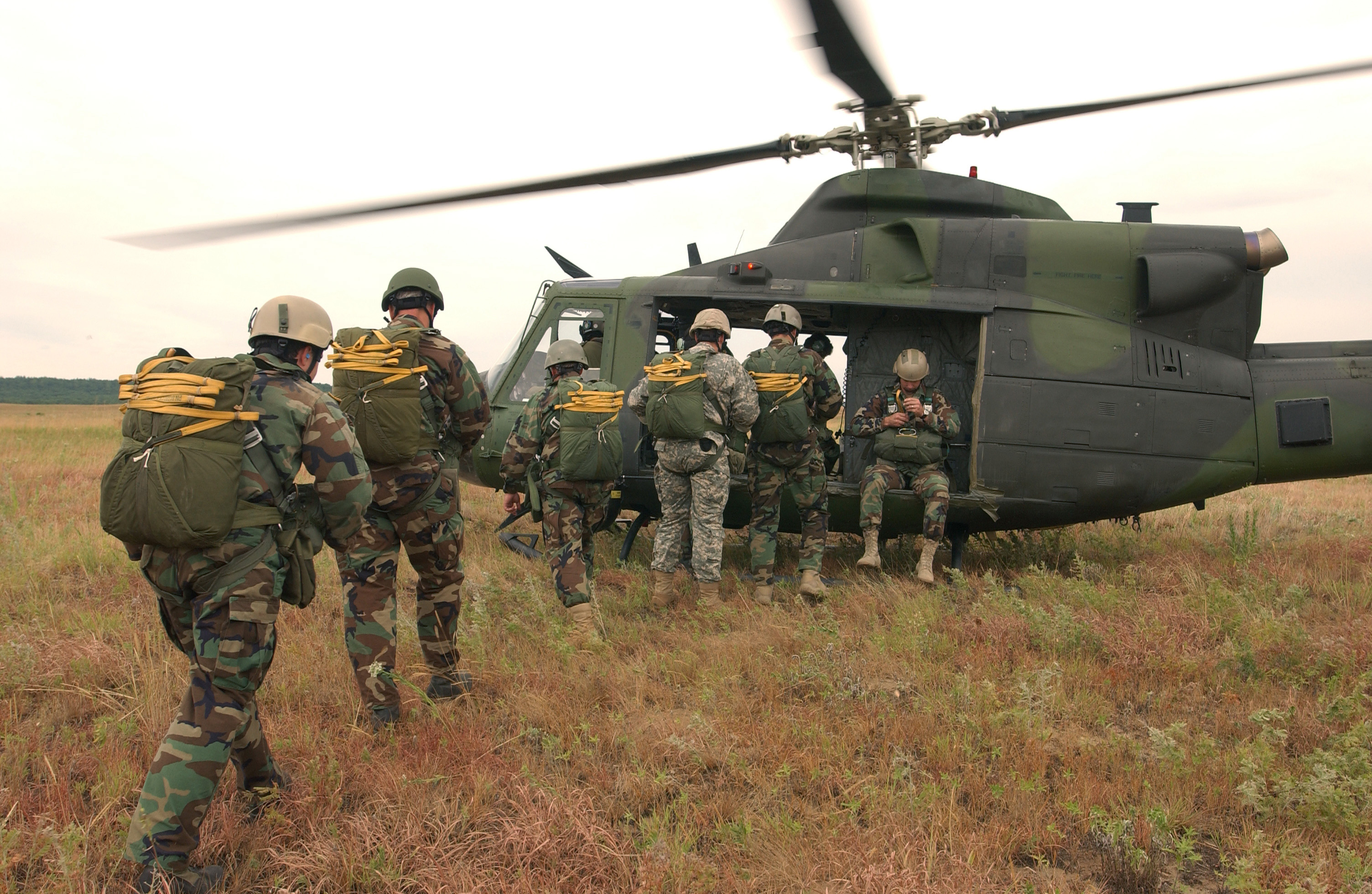
Des membres des forces spéciales américaines en exercice montent à bord d'un Griffon appartenant au Escadron durant l'exercice Patriot 2006.

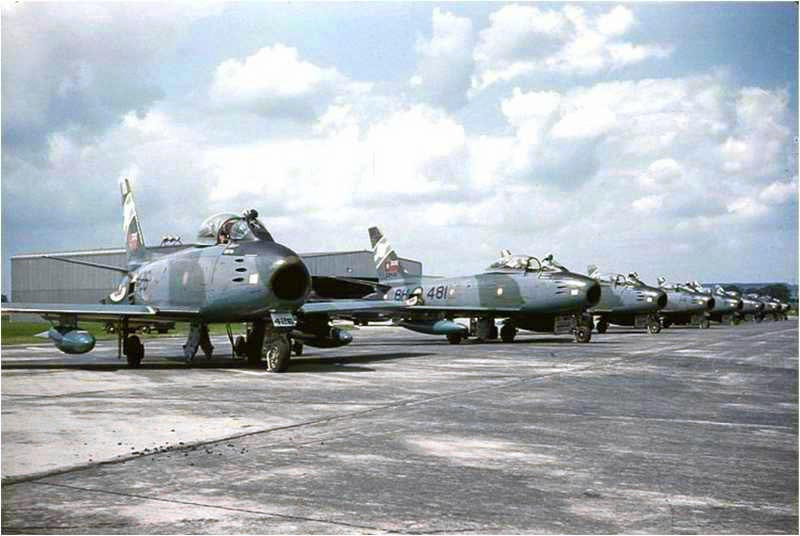
Des Canadair Sabre du 430e Escadron à RCAF Station Grostenquin en 1960.

L'escadron est activé pour la première fois en 1943 en Angleterre comme unité de chasseurs de reconnaissance, opérant le Curtiss P-40 Tomahawk, puis plus tard, le North American P-51 Mustang. Il participe notamment à l'instruction d'aviateurs canadiens et britanniques et à de nombreuses attaques au sols contre l'ennemi. L'année suivante, il participe au préparatifs du débarquement de Normandie en faisant de la reconnaissance photographique, puis soutient la 2e armée britannique lors du Jour J. Il est ensuite stationné dans plusieurs pays d'Europe de l'Ouest avant d'être finalement dissout en août 1945 à Lunebourg en Allemagne.
L'unité est reconstituée en 1951 à la Base des Forces canadiennes North Bay en Ontario. Alors équipée du Canadair F-86 Sabre, elle déménage en France sur la base aérienne Grostenquin au sein de la 2e Escadre de chasseurs de la 1re Division aérienne. En 1963, alors que la France se désengage de l'OTAN, l'escadron déménage en Allemagne de l'Ouest, cette fois équipé de Canadair CF-104 Starfighter. Il est finalement dissout en 1970.
En 1971, le 430e Escadron est réactivé à Valcartier en tant qu'unité francophone d'hélicoptères tactiques, équipé d'hélicoptères Bell CH-135 Twin Huey et Bell CH-136 Kiowa. Son rôle est de fournir un appui aérien tactique aux unités du 5e Groupe-brigade mécanisé. Il est équipé depuis la fin des années 1990 de Bell CH-146 Griffon
Il participe notamment à des opérations dans la péninsule du Sinaï, en Haïti, et au sein de l'Escadre aérienne de la Force opérationnelle interarmées en Afghanistan. 